# Grube Carolinenzeche
Die Grube Carolinenzeche ist eine ehemalige Galmei-Grube des Bensberger Erzreviers in Bergisch Gladbach. Das Gelände gehört zum Stadtteil Herrenstrunden.

## Geschichte
Die erstmalige Verleihung erfolgte auf Galmei, Bleiglanz und Eisenerz am 19. Dezember 1853. Gefördert wurde später Galmei. Weiteres ist nicht bekannt, zumal der erste Band  der Berechtsamsakte verloren gegangen ist. Am 16. Oktober 1903 teilte das Bergrevier Deutz dem Amtsgericht Bensberg im Zusammenhang mit einem Konkursverfahren mit, dass „die in den letzten Jahren ausgeführten Versuchsarbeiten den Nachweis einer bauwürdigen Lagerstätte nicht erbracht haben“. Weitere Informationen über den Betrieb der Grube gibt es nicht.

## Lage und Relikte
Wo auf der Straße durch das Hombachtal von Herrenstrunden nach Herkenrath die Straße von Oberhombach einmündet, befindet sich auf dem östlich gegenüber liegenden Hang die Carolinenzeche. Im unteren Bereich unmittelbar an der Straße erkennt man ein Stollenmundloch, das die Papierfabrik Zanders im Jahr 1968 mit Ziegelsteinen zugemauert hat. Im Jahr 1990 hat die Stadt Bergisch Gladbach diese Mauer durch eine 0,5 m starke eisenarmierte Betonwand ersetzt. Ein kleines Flugloch sorgt dafür, dass Fledermäuse ein- und ausfliegen können, die hier eine Behausung gefunden haben. Weiter den Hang hinauf finden sich mehrere Haldenaufschüttungen und zum Teil größere Pingen. Hier liegen auch zwei Stollenmundlöcher, die man bei der Aktion im Jahr 1968 verschüttet hat, um den weiteren Zutritt zu verhindern.